# Frank Edward Tylecote
Pour les articles homonymes, voir Tylecote.
Frank Edward Tylecote CBE (23 mai 1879 - 7 octobre 1965) est un médecin britannique et l'un des premiers médecins à attirer l'attention sur le lien entre le tabagisme et le cancer du poumon.

## Biographie
Né à Cannock, dans le Staffordshire, Tylecote étudie la médecine à l'université de Manchester, où il est professeur de médecine de 1929 à 1940, date à laquelle il devient professeur émérite. Il publie Diagnostic and Treatment in Diseases of the Lungs en 1927, et il est président de la National Smoke Abatement Society pendant deux ans.
Il est nommé commandeur de l'ordre de l'Empire britannique en 1956 et est conseiller municipal conservateur à partir de 1931, devenant juge de paix en 1934 et échevin en 1949. Pendant une partie de cette période, il est président du comité de santé publique de la ville. Il épouse en 1915 Charlotte Dora, le couple a deux enfants, notamment Ronald F. Tylecote né en 1916 et mort en 1991, un archéologue spécialisé en archéométallurgie. Après la mort de sa femme en 1930, il se remarie en 1932 avec l'historienne et enseignante à l'université de Manchester, puis femme politique travailliste, militante et éducatrice pour adultes Mabel Tylecote, ils ont un fils.